# Saint-Daunès
Saint-Daunès là một xã thuộc tỉnh Lot tây nam Pháp. Xã có diện tích 10,11 km², dân số theo điều tra năm 1999 là 205 người. Khu vực này có độ cao trung bình 238 mét trên mực nước biển.
Sông Barguelonnette chảy theo hướng tây nam vào thị trấn.